# Ахвар
Ахвар (араб. أحور) - місто в Ємені, розташоване у центральній частині Аденської затоки. Ваді Ахвар впадає в Аденську затоку неподалік від міста. Місто знаходиться в мухафазі Аб'ян і є головним містом мудірії (району) Ахвар в цій мухафазі.

## Історія міста
Ахвар був головним містом (столицею) султанату Нижній Аулакі з 1888 по 1967 року. У 1888 році султанат і Велика Британія підписали неофіційну угоду про захист. Монархія була скасована в 1967 році, а територія султанату увійшла до складу Народної Республіки Південного Ємену.
У 2008 році в Ахварі відкрили Центр прийому сомалійських біженців .